# Nový Dvůr (Borovany)

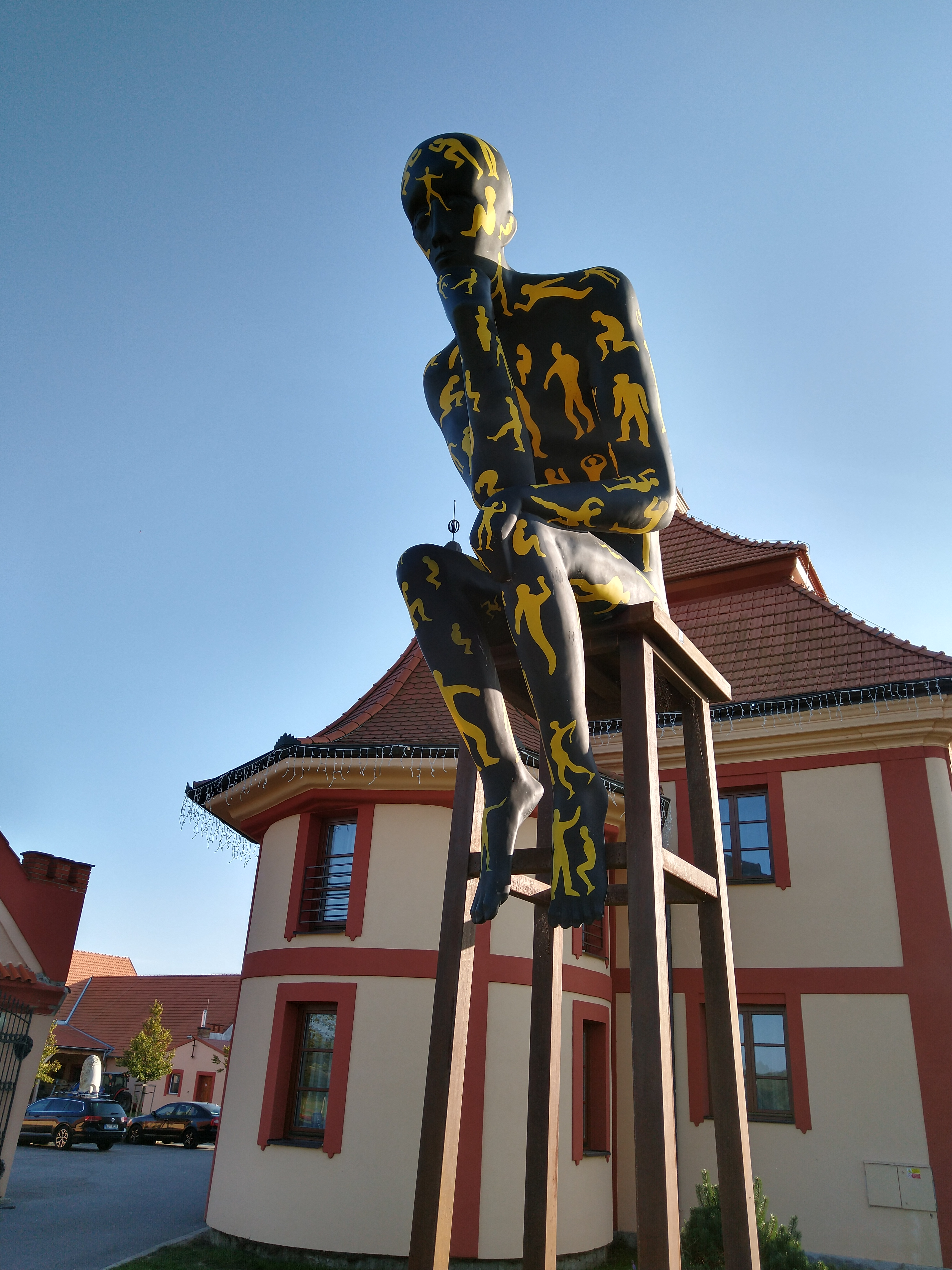
Skulptur Der Denker vor der Augustinerresidenz

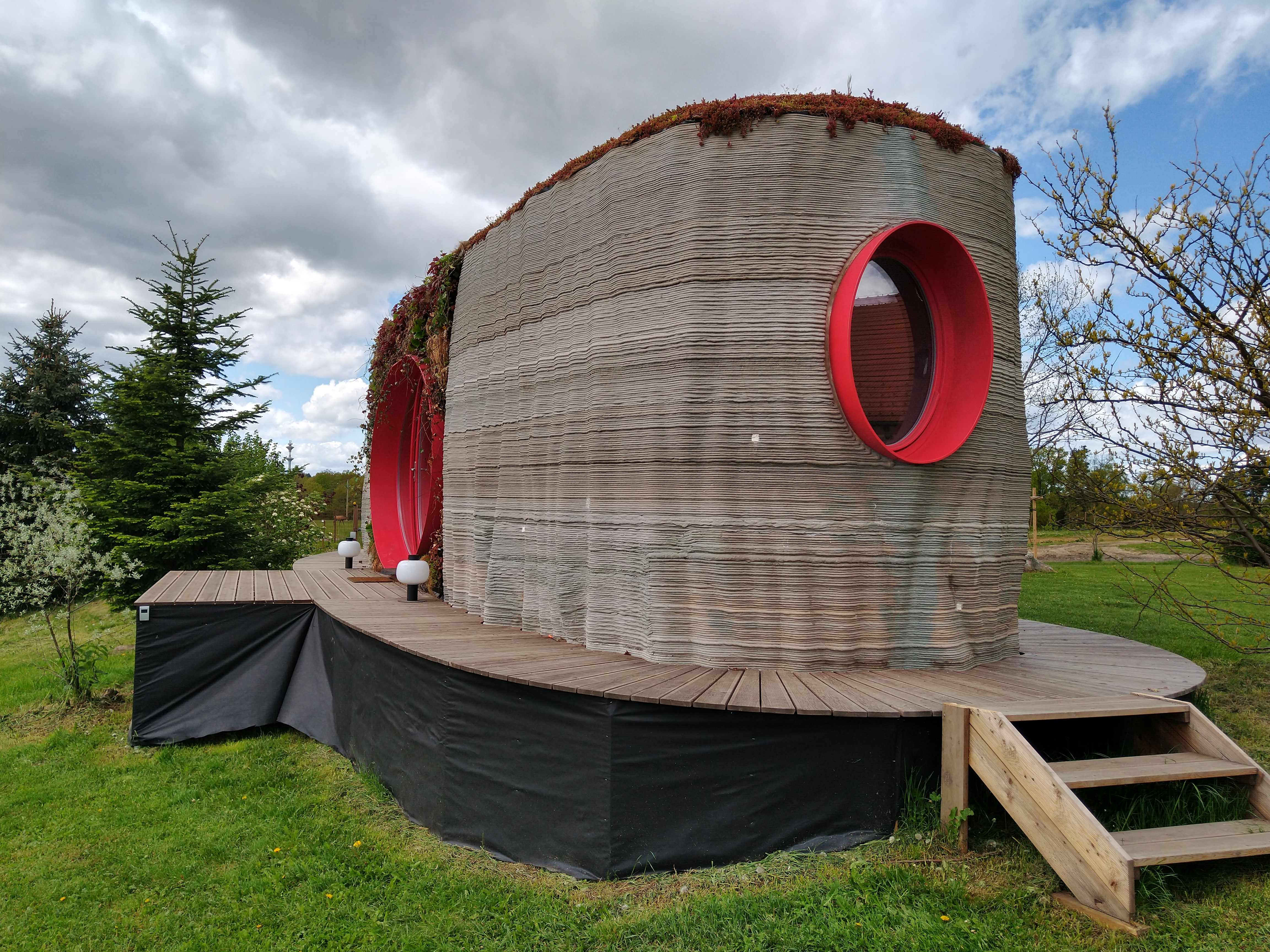
Haus Prvok

Nový Dvůr (deutsch Neuhof) ist eine Einschicht der Stadt Borovany (Forbes) im Okres České Budějovice, Tschechien. Sie liegt zweieinhalb Kilometer östlich von Borovany und gehört zum Ortsteil Hluboká u Borovan (Hluboka).

## Geographie
Nový Dvůr befindet sich am Rande des Wittingauer Beckens (Třeboňská pánev), östlich verläuft die Bahnstrecke České Velenice–České Budějovice. Sie besteht aus der Hofanlage der früheren Augustinerresidenz und einigen Nebengebäuden; die umliegenden Fluren werden als Safari Resort genutzt. Die Einschicht ist weiträumig ringsum von Teichen umgeben: nordöstlich der Tachovský rybník, im Osten die Žemlička, der Horní Rohožný und der Dolní Rohožný, südlich die Duchna, der Nádrž und der Horní Blatník, im Südwesten der Velký Kristián und der Čilíř, westlich die Bašta und der Jordán sowie im Nordwesten die Výkotná und die Linda. 
Nachbarorte sind Hluboká u Borovan und Kramolín (Kramolin) im Nordosten, Jílovice (Jilowitz) im Osten, Vlčinec, Na Zastávce und Brouskův Mlýn (Brousekmühle) im Südosten, Peškův Mlýn (Peschekmühle), Třebeč (Triebsch), Jednota und Třebíčko (Klein Triebsch) im Süden, Dvorec (Wurzen) im Südwesten sowie Borovany im Westen. 

## Geschichte
In den Jahren 1680 bis 1684 ließ der Propst des Augustiner-Chorherrenstiftes Forbes, Conrad Fischer, bei Hluboka einen neuen Klosterhof anlegen, der den Augustinern auch als Landsitz dienen sollte. Das Wohngebäude der vierseitigen Hofanlage wurde auch mit einer Privatkapelle ausgestattet. Im Zuge der Josephinischen Reformen wurde das Stift Forbes 1785 aufgelöst; das Gut Forbes fiel dem Religionsfonds zu, der es 1787 dem Fürsten Johann Prokop von Schwarzenberg verkaufte. Der zum Allodialgut Forbes gehörige herrschaftliche Meierhof wurde unter den Fürsten zu Schwarzenberg von der Herrschaft Wittingau bewirtschaftet und später verpachtet. Die ehemalige Augustinerresidenz diente nun herrschaftlichen Beamten als Wohnsitz. Nach 1840 wurde der Altar der Meßkapelle in die Pfarrkirche Mariä Heimsuchung nach Forbes umgesetzt.
Nach der Aufhebung der Patrimonialherrschaften wurde die Einschicht Nový Dvůr / Neuhof ab 1850 Teil der Gemeinde Hluboká / Hluboka im Gerichtsbezirk Schweinitz. Ab 1868 wurde Nový Dvůr dem Bezirk Budweis zugeordnet. Zwischen 1867 und 1869 erfolgte der Bau der Kaiser Franz Josephs-Bahn; der Zugverkehr auf dem Teilstück wurde am 1. November 1869 aufgenommen. 
Nach dem Ersten Weltkrieg zerfiel der Vielvölkerstaat Österreich-Ungarn, Nový Dvůr wurde 1918 Teil der neu gebildeten Tschechoslowakischen Republik. Beim Zensus von 1921 wurde Nový Dvůr als ein zur Gemeinde Hluboká gehöriger Hof aufgeführt. Bei der Bodenreform von 1923 wurde der Hof im Zuge der Reduzierung des Großgrundbesitzes der Familie Schwarzenberg an den ehemaligen Legionär Pravoslav Čejka verkauft. Seit 1963 gehört Nový Dvůr zur Gemeinde Borovany.
Im Jahre 2004 wurde die Hofanlage saniert und danach als Luxusunterkunft Residenz Safari Resort und Teil des Safariparks eröffnet. Am 18. August 2020 erfolgte die Eröffnung des im 3D-Druck-Verfahren gefertigten Hausboothauses Prvok, das ebenfalls Teil des Residenz Safari Resort ist.

## Ortsgliederung
Die Einschicht Nový Dvůr gehört zum Ortsteil Hluboká u Borovan und ist Teil des gleichnamigen Katastralbezirks. 

## Sehenswürdigkeiten

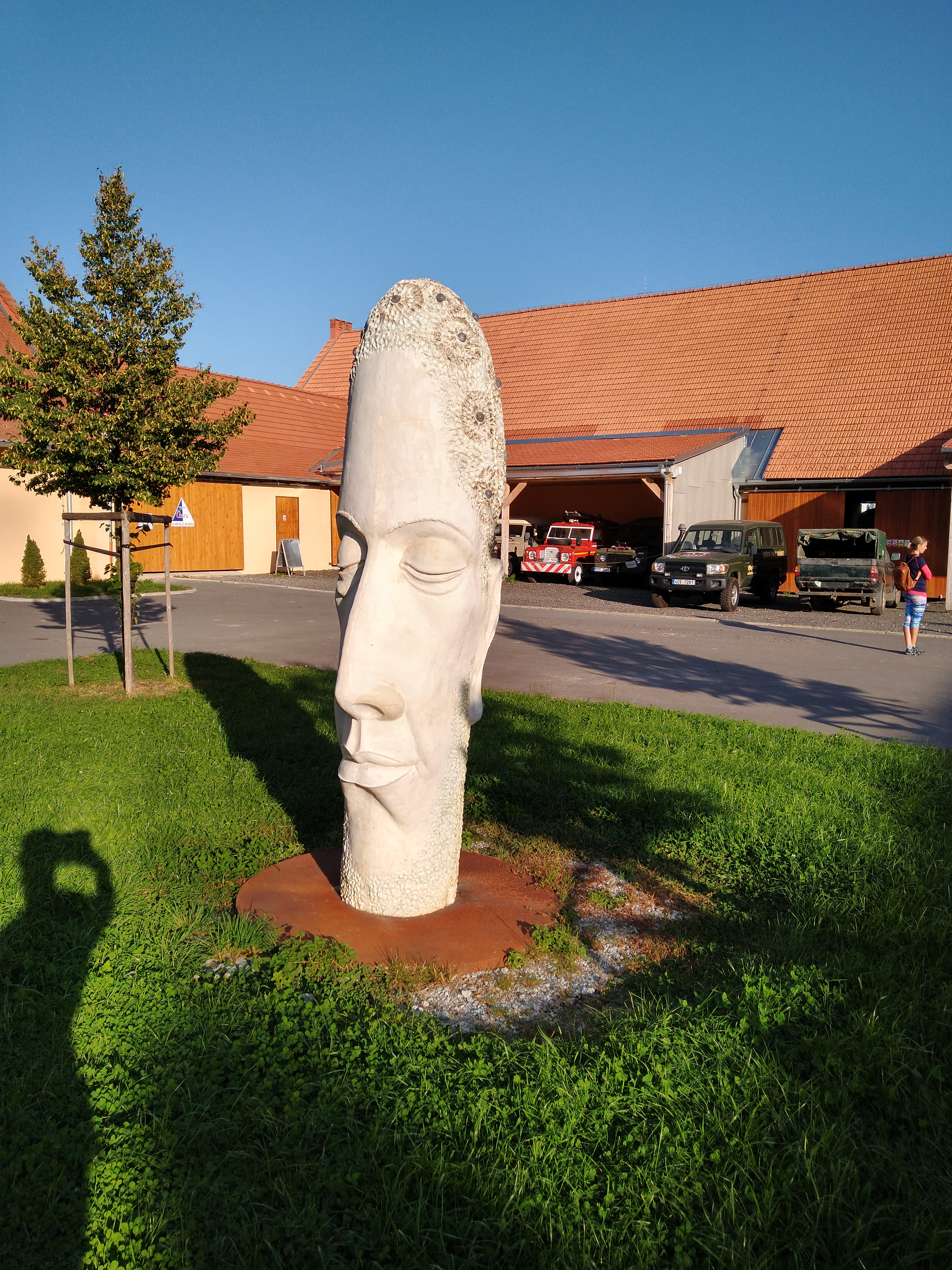
Pan Červený im Innenhof von Nový Dvůr
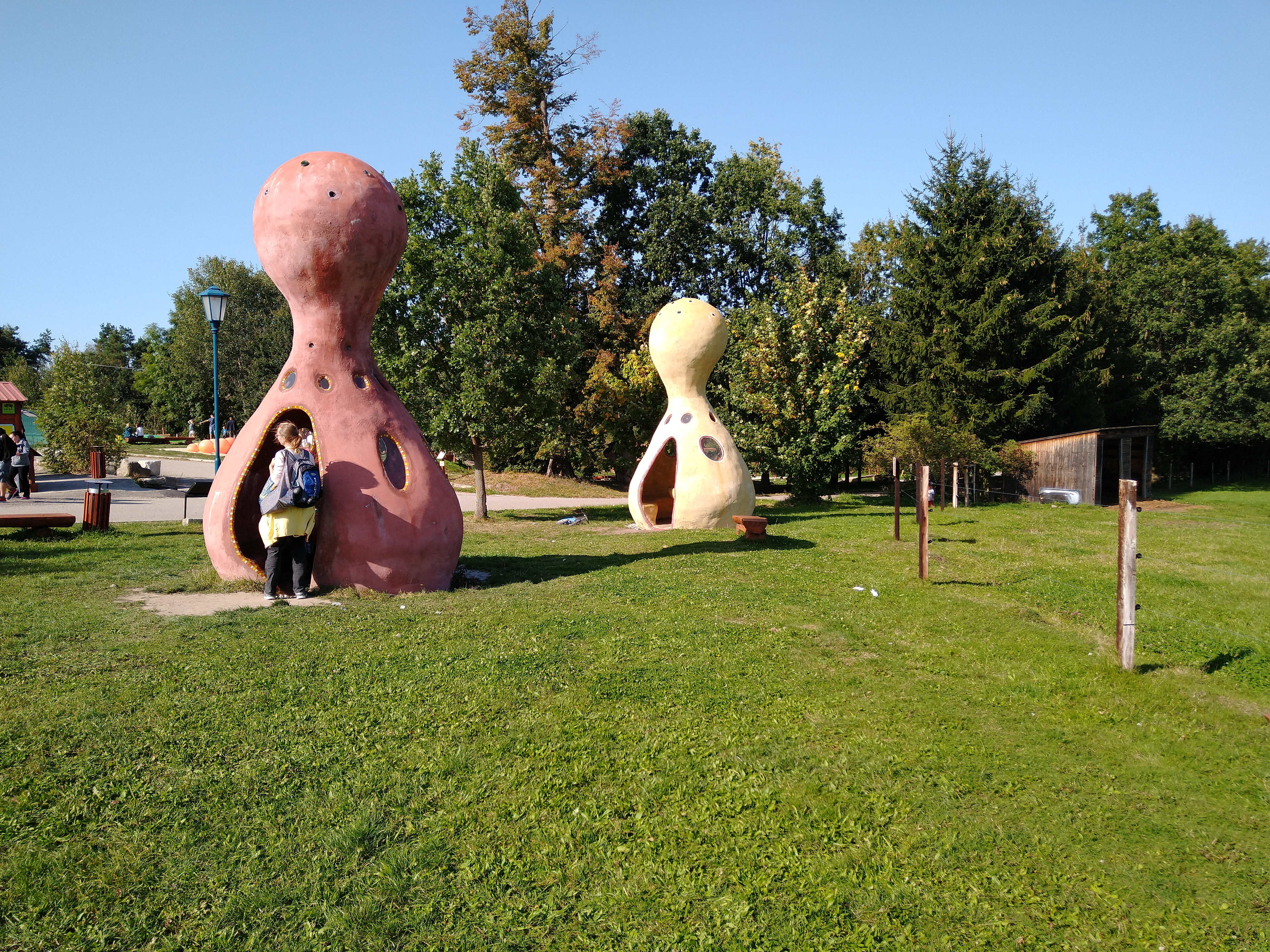
Kunstwerk Mensch ärgere dich nicht, vor dem Hof
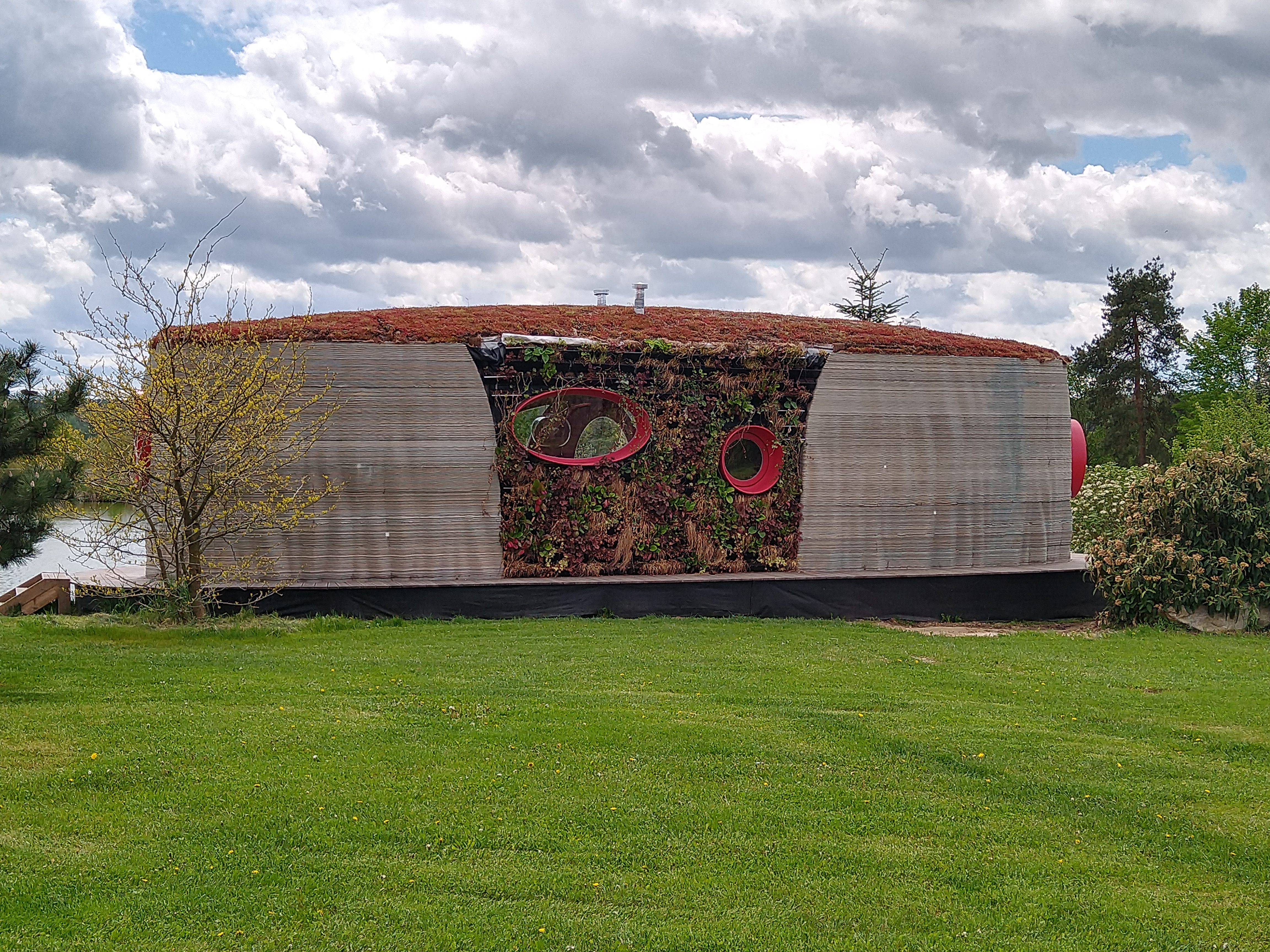
Haus Prvok
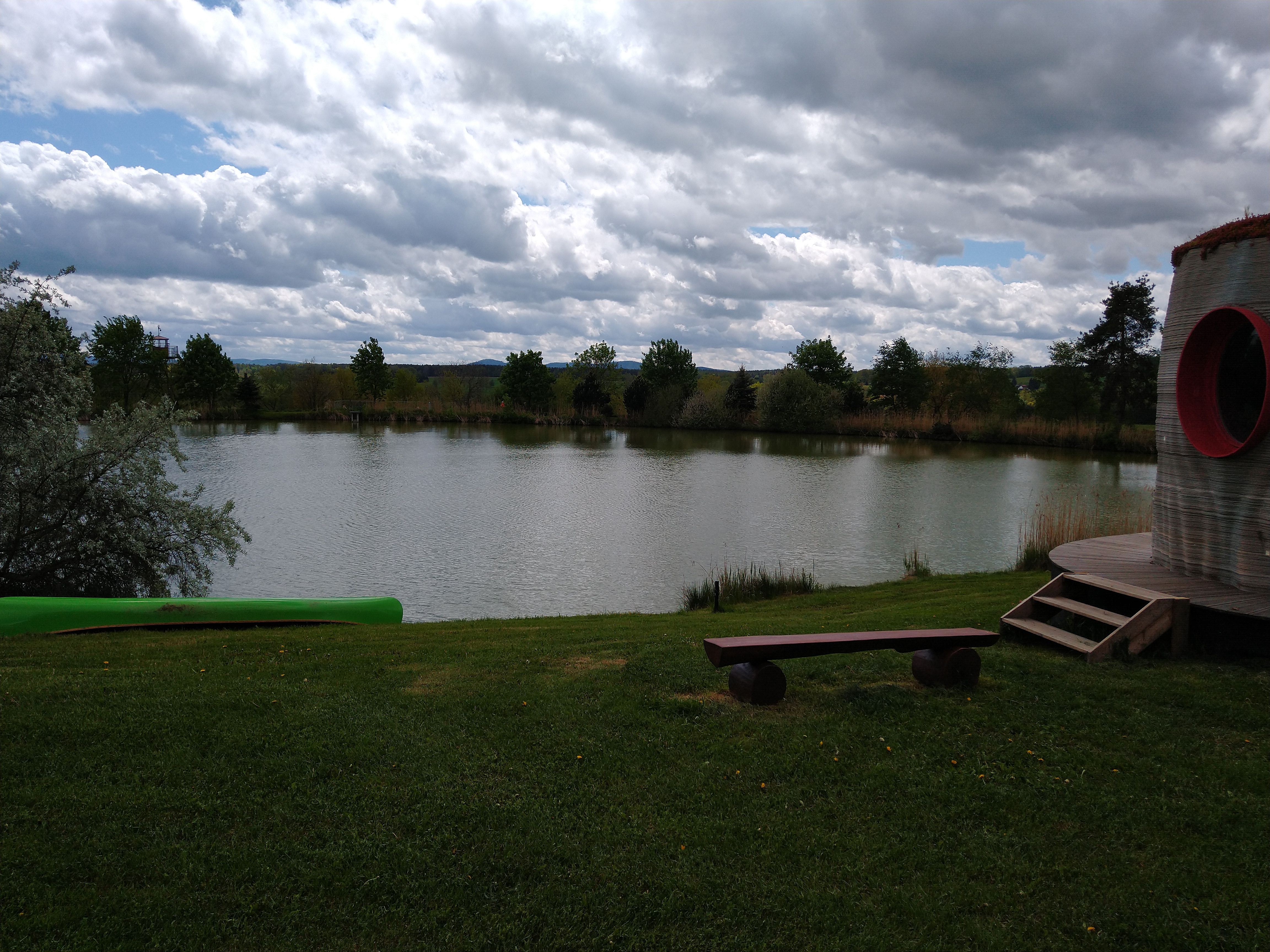
Blick vom Haus Prvok auf den Teich Nádrž
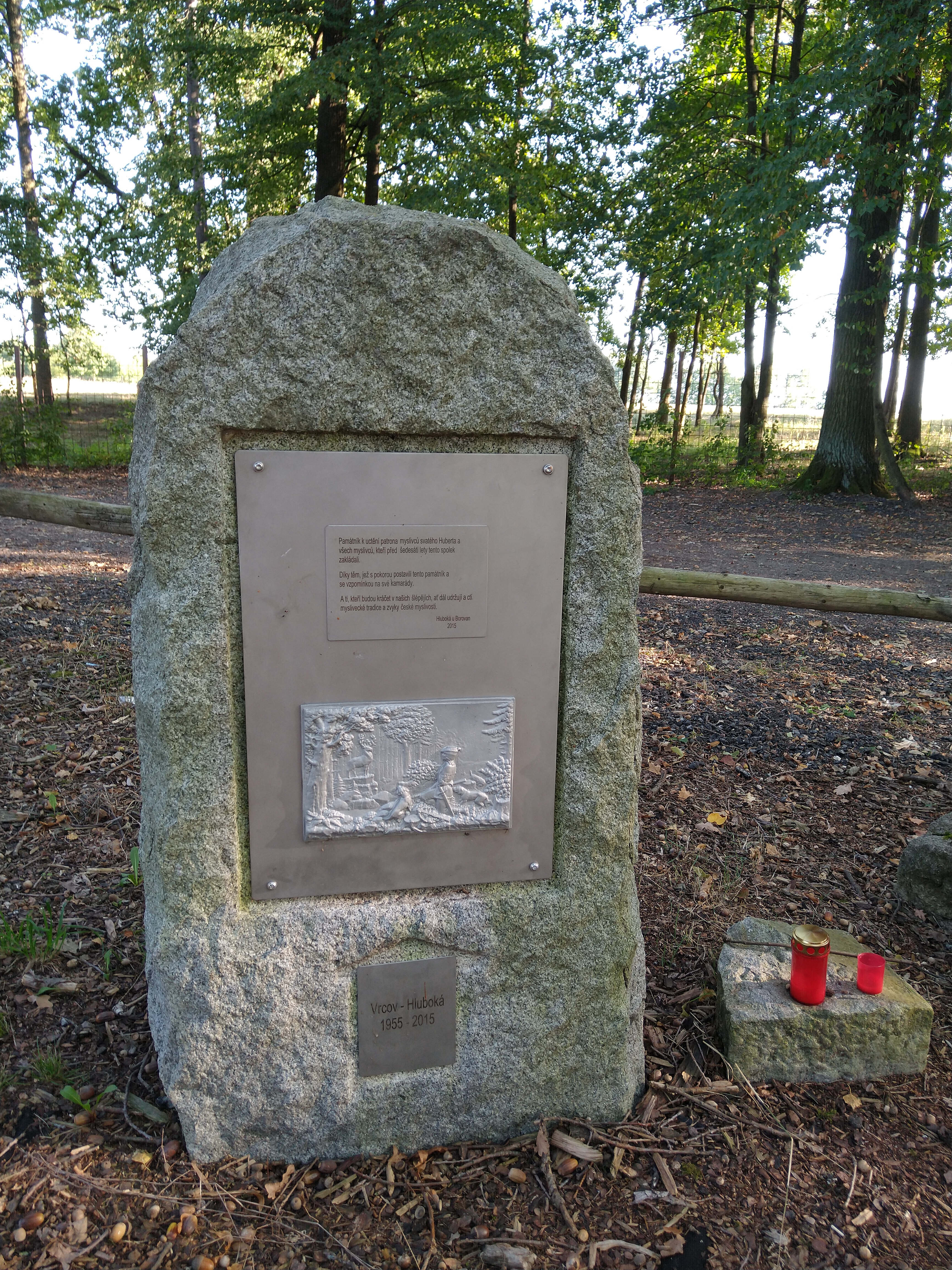
Gedenkstein zum 60-jährigen Bestehen des Jagdverbands

- Ehemalige Augustinerresidenz, das eingeschossige Gebäude mit rechteckigem Grundriss und Mansarddach ist Teil der Hofanlage. Die Fassade wird durch flache Lisenen gegliedert. Im Zuge der Rekonstruktion wurde das Gebäude im Jahre 2004 an der Nordseite um einen turmartigen Anbau erweitert. Die Augustinerresidenz bildet eine Dominante der umliegenden Teichlandschaft.
- Prvok, das 2020 vom Atelier Scoolpt und dem Budweiser Bildhauer Michal Trpák in Form eines Hausbootes gestaltete Gebäude mit einer Länge von 13,5 m und einer Höhe von 3,673 m wurde im 3D-Druck-Verfahren errichtet. Es besteht aus Beton und Holz mit einem begrünten Dach. Das am Nordufer des Teiches Nádrž befindliche Bauwerk dient als Unterkunft des Residenz Safari Resort.
- Kunstwerke „Člověče nezlob se“ (Mensch ärgere dich nicht) und „Myslitel“ (Der Denker), vor der Einfahrt zum Hof
- Skulptur „Pan Červený“ (Herr Červený) im Innenhof des Hofes
- Gedenkstein zum 60-jährigen Bestehen des Jagdverbands Vrcov-Hluboká, nordwestlich von Nový Dvůr am Weg über den Damm des Linda-Teiches, enthüllt 2015
- Aussichtsplattform am Südufer des Teiches Nádrž
- Naturdenkmal Žemlička, am gleichnamigen Teich östlich von Nový Dvůr
- Nationales Naturreservat Brouskův mlýn, Feuchtgebiete an der Stropnice südlich des Safariparks
- Wildpark Safari Resort, er erstreckt sich rings um die Hofanlage auf einer Fläche von 90 ha und kann mit Geländewagen befahren oder mit dem Ballon überflogen werden. Gehalten werden ca. 200 Tiere von 20 Arten, darunter Pferde, Kamele, Lamas, Esel, Minikühe, Wapitis, Hirsche, Mufflons, Strauße, Bisons und Yaks. Außerdem besteht eine Land-Rover-Ausstellung.